# An Evening With...
An Evening With... es un talk show emitido en el canal Nickelodeon que se estrenó el 27 de diciembre de 2011.

## Trama
En el talk show Christopher Cane (quien interpreta a Rex Powers en Victorious) entrevista a los personajes principales de las series más exitosas de comedia en el cual casi siempre en la vez que habla Christopher interrumpe haciendo una pregunta ilógica, boba u ofensiva como ¿No crees que si fueras... serías más importante, -¿Quieres jugo de manzana? -oh claro -disculpa está pegado a mi mano o ¿Si fueras un sabor qué sabor serías? después de la entrevista muestran chascarros de los errores del actor en el programa y Christopher anuncia al próximo personaje.

## Orden por entrevista

### iCarly
- Jennette McCurdy
- Nathan Kress
- Jerry Trainor
- BooG!e (los bloopers de este no fueron presentados ya que no es parte del elenco principal).
- Noah Munck
- Miranda Cosgrove

Los bloopers de iCarly fueron mostrados a partir de la quinta temporada, incluso, se mostraron bloopers de episodios aún no mostrados en Estados Unidos en diciembre de 2011, los cuales fueron emitidos al mes siguiente.

### Victorious
- Leon Thomas III
- Matt Bennett
- Avan Jogia
- Elizabeth Gillies
- Daniella Monet
- Ariana Grande
- Victoria Justice

Los bloopers de Victorious fueron mostrados a partir de la primera temporada.

### Sam & Cat
- Jennette McCurdy
- Ariana Grande
- Cameron Ocasio
- Maree Cheatham
- Zoran Korach